# Марк Уилямс
Марк Уилямс (на английски: Mark Williams) е уелски професионален играч на снукър. Уилямс има победи в 16 турнира за световната ранглиста, между които и 3 спечелени Световни първенства (2000, 2003, 2018). Марк Уилямс става първият играч-левичар, който печели световната титла.
След като Уилямс започва да се появява във финалните мачове на професионалните състезания по снукър в средата на 1990-те години, той е обявен за един от хората които ще доминират в снукъра през следващите години (заедно с Рони О'Съливан и Джон Хигинс). Ключов момент в кариерата на Марк Уилямс има сезон 1999/2000. Тогава той става победител в двете най-престижни състезания през спортния сезон – Британското първенство и Световното първенство. Това както и още една титла от турнир за ранглистата и три 2-ри места през сезона донася на Марк първа позиция в световната ранглиста за следващия сезон.
Друг важен момент в кариерата на Уилямс е сезон 2002/2003, когато той отново печели Британското и Световното първенства като прибавя към тях и победата си в Мастърса (най-престижния турнир, който не носи точки за ранглистата). По този начин той става едва четвъртия играч, спечелил тези три турнира през един сезон. Другите са Стивън Хендри, Стив Дейвис и Джон Хигинс.
През последните години Марк става баща на Конър. Това, както и факта че е постигнал едва ли не всички свои амбиции в професионалния снукър, довежда до по-честите му загуби в мачовете, както и до постепенното мо изпадане в ранглистата. След като през 2003 г. той губи мача си срещу Фъргю О'Браян в първия кръг на Британското първенство, достига и до класирането си на 9 позиция в ранглистата през сезон 2005/2006.
На 20 април, 2005 г. Марк Уилямс става първият уелсец и едва петият играч в историята на професионалния снукър, който успява да направи максимален брейк от 147 точки в мач от Световното първенство в Шефилд. Това се случва в първия кръг на първенството, в мача на Марк Уилямс с Робърт Милкинс.
След повече от 2 години, през които Марк Уилямс не успява да спечели състезание за световната ранглиста, той побеждава Джон Хигинс с 9 на 8 фрейма във финала на Откритото първенство на Китай през 2006 г. Преди това последното спечелено от Уилямс състезание е Купата LG през 2003 г. Във финала на Откритото първенство на Китай никой от двамата играчи не успява да поведе в резултата с повече от 1 фрейм, а в крайна сметка резултатът в мача е определен в решаващия 17-и фрейм.

## Сезон 2009/10
| Турнир                    | Резутат | Спечелени пари | Ранкинг точки | Най-голям брейк | 100+ брейк | 50+ брейк | Брой спечелени срещи |
| ------------------------- | ------- | -------------- | ------------- | --------------- | ---------- | --------- | -------------------- |
| Шанхай мастърс 2009       |         | £              |               |                 |            |           |                      |
| Гран При 2009             |         | £              |               |                 |            |           |                      |
| Британско първенство 2009 |         | £              |               |                 |            |           |                      |
| Мастърс 2010              |         | £              |               |                 |            |           |                      |
| Първенство на Уелс 2010   |         | £              |               |                 |            |           |                      |
| Първенство на Китай 2010  |         | £              |               |                 |            |           |                      |
| Световно първенство 2010  |         | £              |               |                 |            |           |                      |
| Общо                      |         | £              |               |                 |            |           |                      |